# Телесно-ориентированная психотерапия

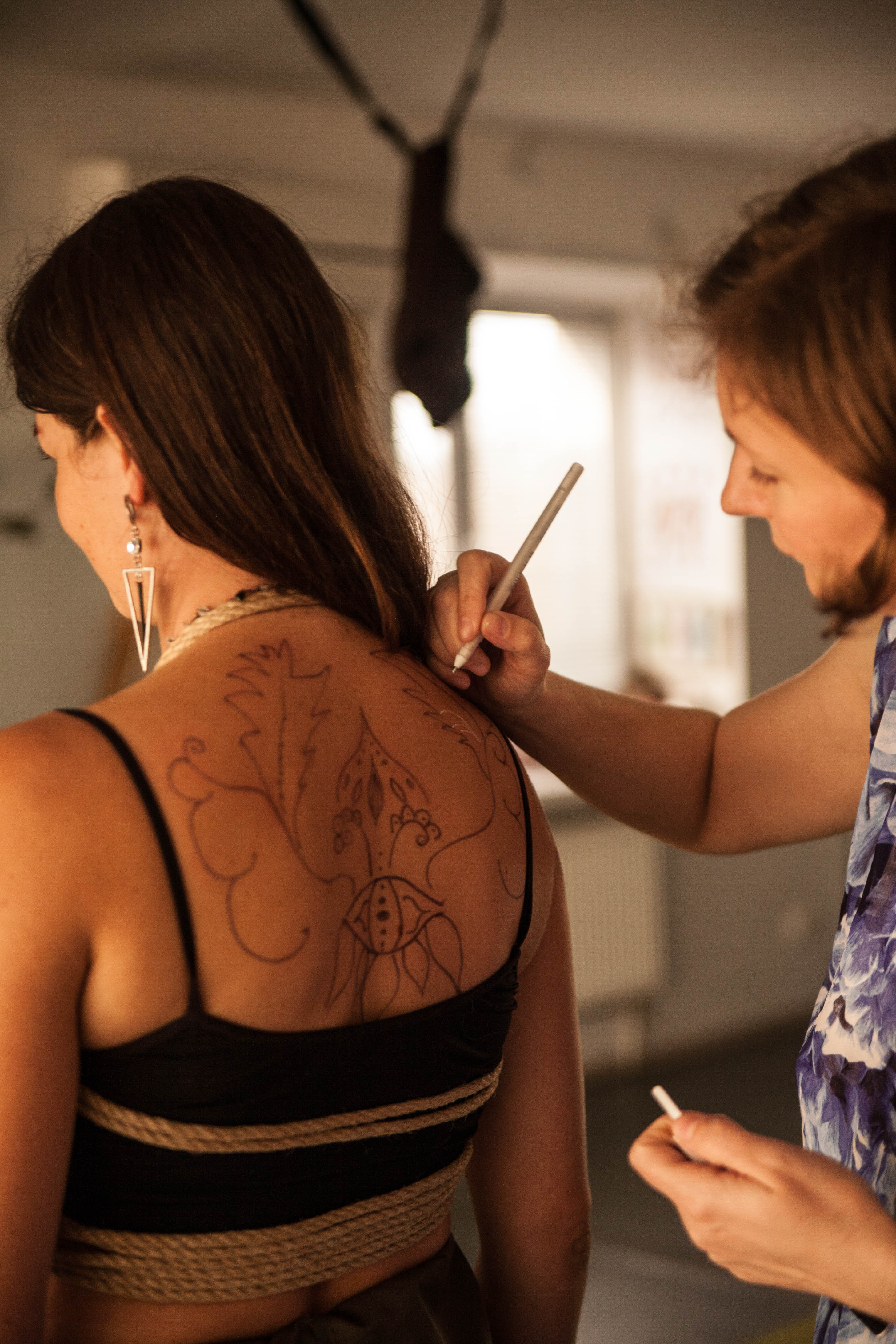
Телесные практики

Телесно-ориентированная психотерапия — направление психотерапии, работающее с проблемами и неврозами пациента через процедуры телесного контакта.
Исследований эффективности телесной психотерапии было немного, и, хотя результаты некоторых подтверждают целесообразность использования данной терапии в некоторых случаях, эта тенденция «не является преобладающей». В частности, большинство школ телесно-ориентированной психотерапии официально не признаны компаниями медицинского страхования в США в качестве научно обоснованного терапевтического метода.

## История
Начало телесной-ориентированной психотерапии положил Вильгельм Райх, ученик Зигмунда Фрейда, который отошёл от психоанализа и основное внимание уделил воздействиям на тело. Его работы продолжили Ида Ролф (основательница рольфинга), Герда Бойесен (основательница биодинамики), Фредерик Матиас Александер (Метод Александера), Франц Александер (один из основателей психосоматической медицины), Мэрион Розен (основательница розен-метода) и Александр Лоуэн (один из основателей биоэнергетического анализа).
Близкими к ТОП являются ряд методик частично используемых в психотерапевтической работе с клиентами. Это различные виды танцевальной и двигательной терапии (ТДТ), включая анализ движений (Р. Лабан) и техник актёрского мастерства (школа К. С. Станиславского), телесно-дыхательные и звуковые психотехники, а также восточные виды телесных практик (йога, цигун).
Первым методом телесной психотерапии, прошедшим научную аккредитацию и получившим признание Европейской ассоциации психотерапии, является Биосинтез Дэвида Боаделлы.

## Теоретические основы
Основы теории телесно-ориентированной психотерапии были заложены В. Райхом. Основополагающим постулатом, обеспечившим последующий вектор развития данного направления психотерапии, стало понятие мускульного, мышечного или характерологического панциря. Мускульные «зажимы» или мускульный панцирь, согласно В. Райху, создаются в качестве защиты против беспокойства, которое возникает у ребёнка на основе сексуальных желаний и сопровождается страхом наказания. И, конечно, основной защитой от этого страха является подавление его, что временно обуздывает сексуальные импульсы. Впоследствии такие эго-защиты становятся постоянными и автоматическими, и, в результате, становятся чертами характера, образуется характерный панцирь. Характерный панцирь — это подавляющие защитные силы, организованные в более или менее связанный паттерн в эго, но не являются невротическими симптомами.

В. Райх выделял 7 сегментов мускульного панциря, которые локализуются:
1. Защитный панцирь в области глаз выражается в том, что возникает ощущение, как будто глаза смотрят из-за неподвижной маски. Этот защитный панцирь удерживает страх и слёзы. Распускание осуществляется посредством раскрывания человеком глаз так широко, как только возможно, например, как это бывает при страхе. Это делается с целью, чтобы мобилизовать веки и лоб в принудительном эмоциональном выражении. Кроме того, для распускания данного панциря можно выполнять следующие движения глаз — по 20 раз вращать в одну сторону, а затем в другую. Также помогают движение глаз по диагонали — вверх-вниз.
2. Оральный сегмент включает мышцы подбородка, горла и затылка. Челюсть может быть слишком сжатой или неестественно расслабленной. Этот сегмент удерживает эмоциональное выражение плача, крика, гнева, кусания, сосания, гримасничанья. Защитный панцирь может быть расслаблен, если человек будет имитировать плач, произнесение звуков, мобилизующих губы, кусание, рвотные движения, делать гримасы.
3. Этот сегмент включает глубокие мышцы шеи и язык. Защитный панцирь удерживает в основном гнев, крик и плач. Прямое воздействие на мышцы в глубине шеи невозможно, поэтому важными средствами распускания панциря являются крики, вопли, рвотные движения и т. п.
4. Грудной сегмент включает широкие мышцы груди, мышцы плеч, лопаток, всю грудную клетку и руки с кистями. Этот сегмент сдерживает смех, гнев, печаль, страстность. Сдерживание дыхания является важным средством подавления любой эмоции, осуществляется в значительной степени в груди, за счёт этого и происходит образование панциря. Панцирь может быть распущен посредством работы над дыханием. Рекомендуются дыхательные упражнения, в особенности с осуществлением полного выдоха. Руки и кисти используются для меткого удара, чтобы рвать, душить, бить, чтобы страстно достигать чего-то.
5. Диафрагма. Этот сегмент включает диафрагму, солнечное сплетение, различные внутренние органы, мышцы нижних позвонков. Защитный панцирь выражается в выгнутости позвоночника вперед, поэтому когда человек лежит, между нижней частью спины и кушеткой или полом остаётся значительный промежуток. Выдох оказывается труднее вдоха. Панцирь здесь удерживает в основном сильный гнев. Нужно в значительной степени распустить первые четыре сегмента, прежде чем перейти к распусканию этого посредством работы с дыханием и рвотным рефлексом (имитация рвотных движений), поскольку люди с сильными блоками на этом сегменте практически неспособны к рвоте.
6. Сегмент живота включает широкие мышцы живота и мышцы спины. Напряжение поясничных мышц связано со страхом нападения. Защитный панцирь на боках создаёт боязнь щекотки и связан с подавлением злости, неприязни. Распускание панциря в этом сегменте сравнительно нетрудно, если верхние сегменты уже открыты. Можно с помощью дыхания, где чередуется втягивание и надувание живота.
7. Последний сегмент включает все мышцы таза и нижних конечностей. Чем сильнее защитный панцирь, тем более таз вытянут назад, торчит сзади. Ягодичные мышцы напряжены и болезненны. Таз ригиден, он «мёртвый» и бисексуальный. Тазовый панцирь служит подавлением возбуждения, гнева, удовольствия. Возбуждённость (тревожность) возникает из подавления ощущений сексуального удовольствия и невозможности полностью переживать удовольствие в этом районе, пока не разрядится гнев в тазовых мышцах. Панцирь может быть распущен посредством мобилизации таза, а затем лягания ногами и удара тазом по кушетке или полу[2].

В своём труде «Характероанализ» В. Райх определил характер как структуру устойчивых психических особенностей, проявляющихся в типичных способах поведения в определённых жизненных обстоятельствах. И в своих наблюдениях он заметил, что доминирующие черты характера часто проявляются в телесной сфере. Они могут быть выражены в походке, жестах, позе, мимике и так далее.
Практическая работа Райха показала, что снятие напряжения с определённых участков тела позволяет высвободить энергию либидо (автор назвал её оргонной энергией). В соответствии с психоаналитическими представлениями, приверженцем которых он был, данный процесс приводил к излечению от невротических и другого рода расстройств.
Тем образом, Райх нашёл физическую аналогию душевных травм и недугов. Он считал, что мышечное напряжение — зажимы в виде панциря — выполняет ту же функцию, что и психологические черты характера. В сущности, мышечное напряжение скрывает определённого рода эмоции, и если снять «зажимы», расслабляя участки хронического напряжения, то эти эмоции высвобождаются. Вслед за этим, если они были в достаточной мере выплеснуты, наступает избавление от психических нарушений. Но также при снятии подавленных эмоциональных проявлений исчезают зажимы.
Дальнейшее развитие теории телесно-ориентированной терапии можно найти у ученика и последователя Райха — Александра Лоуэна. Его теория является в данный момент наиболее распространённой и используемой в практике. Также Лоуэну удалось найти теоретические основания своей концепции, которые сводят в систему телесность и душевную организацию.
Он изменил термин оргонной энергии на биоэнергию, что в сущности отражает тот же смысл — жизненная энергия. Поэтому развиваемое им направление и приобрело название — биоэнергетика.
Как и Райх, Лоуэн находил в телесных проявлениях характерологические особенности. Но в отличие от своего наставника он отдавал должное аналитической работе. Можно с уверенностью сказать, что снятие мышечного напряжения устраняет симптомы различных психических расстройств или смягчает их. Но в то же время для полного излечения необходима психоаналитическая работа. Они должны идти параллельно, тогда можно гарантировать довольно стойкие результаты в плане работы с причиной.
Всесторонние наблюдение и анализ позволили А. Лоуэну сформулировать научное обоснование телесным проявлениям, связанным с определёнными чертами характера. В то же время нельзя назвать основополагающим в процессе терапии работу с характерологическими особенностями. Они лишь указывают на то, какая «травма» лежит в основе психологических затруднений пациента. Но учитывать характер важно, поскольку он ведёт работу в нужном русле и помогает, во-первых, сфокусировать внимание на причине, а во-вторых, организовать взаимодействие пациента и терапевта.
Лоуэн в своих работах приводит классификацию характеров, которая перекликается с психоаналитическими работами и дополнена описанием особенностей телесных проявлений, а также взаимодействием внутрипсихических сил личности. На основании этих концептуальных теоретических изысканий можно найти природу множества психических заболеваний.
В практике телесно-ориентированной психотерапии используются различные методы. Это может быть массаж или различного рода упражнения. Их особенность заключается в том, что любой из них направлен не только на расслабление зажимов, а в большей степени на осознание тела и эмоциональное отреагирование. Именно это и приводит к излечению. Также остаётся неоспоримым факт необходимости чередования телесной и аналитической работы. Проделанная телесная работа будет иметь ситуативный характер, если не сопровождается осознанием и психологическими изменениями, связанными с ним.